# Pietro Pasinati
Pietro Pasinati (Trieste, 21 de juliol de 1910 - Trieste, 15 de novembre de 2000) fou un futbolista italià de les dècades de 1930 i 1940 i entrenador.
Com a futbolista fou jugador de la Triestina (1927-39 i 1941-46), AC Milan (1939-40), Novara Calcio (1940-41), US Cremonese a la Serie B (1946-48), i San Giovanni Trieste, a la tercera divisió (1948-49).
Fou internacional amb Itàlia, amb la qual disputà 10 partits i participà en el Mundial de 1938 on es proclamà campió.
Un cop retirat fou entrenador a clubs com Ponziana, Sambenedettese, Salernitana, Triestina, Catanzaro i Empoli FC.